# Meldal (localitate)
Meldal este o localitate din comuna Meldal, provincia Sør-Trøndelag, Norvegia, cu o suprafață de 0,75 km² și o populație de 628 locuitori (2013).